# 93gy busz (Budapest)
A budapesti 93-as (gyors 93-as) jelzésű autóbusz Kőbánya-Kispest, MÁV-állomás és Ferihegy 2 Airport között közlekedett. A vonalat a Budapesti Közlekedési Rt. üzemeltette.

## Története
Az M3-as metró Kőbánya-Kispestig tartó szakaszának átadásakor átalakult a felszíni közlekedés, ezért 1980. március 31-én új gyorsjárat indult a metró déli végállomása és a Ferihegyi repülőtér között 93-as jelzéssel. 1984. március 19-én útvonalát a Malév, D-portáig, majd az 1985. november 1-jén az aznap átadott Ferihegyi repülőtér 2-es termináljáig hosszabbították. 2000. augusztus 8-án BKV Plusz márkavédjegyes járattá változott és a Reptér-busz nevet vette fel. Később két alkalommal is új számozást kapott: 2006. április 14-én jelzése 200-asra módosult, 2008. szeptember 6-ától pedig 200E jelzéssel közlekedik.

## Útvonala
| Ferihegy 2 Airport felé | Kőbánya-Kispest, MÁV-állomás felé |
| --- | --- |
| Kőbánya-Kispest, MÁV-állomás vá. – Sibrik Miklós úti felüljáró – Gyömrői út – Ferihegyi repülőtérre vezető út – Üllői út – – Ferihegy 2 bekötő út – Ferihegy 2 Airport vá. | Ferihegy 2 Airport vá. – Ferihegy 2 bekötő út – – Üllői út – Ferihegyi repülőtérre vezető út – Gyömrői út – Sibrik Miklós úti felüljáró – Kőbánya-Kispest, MÁV-állomás vá. |

## Megállóhelyei
Megszűnésekor a Ferihegy 1-es terminált átépítési munkák miatt nem érintette.
| 93 (Kőbánya-Kispest, MÁV-állomás – Ferihegyi repülőtér) | 93 (Kőbánya-Kispest, MÁV-állomás – Ferihegyi repülőtér) | 93 (Kőbánya-Kispest, MÁV-állomás – Ferihegyi repülőtér)                 | 93 (Kőbánya-Kispest, MÁV-állomás – Ferihegyi repülőtér) | 93 (Kőbánya-Kispest, MÁV-állomás – Ferihegyi repülőtér) | 93 (Kőbánya-Kispest, MÁV-állomás – Ferihegyi repülőtér) | 93 (Kőbánya-Kispest, MÁV-állomás – Ferihegyi repülőtér)                      | 93 (Kőbánya-Kispest, MÁV-állomás – Ferihegyi repülőtér) |
| 93 (Kőbánya-Kispest, MÁV-állomás – Ferihegy 2 Airport)  | 93 (Kőbánya-Kispest, MÁV-állomás – Ferihegy 2 Airport)  | 93 (Kőbánya-Kispest, MÁV-állomás – Ferihegy 2 Airport)                  | 93 (Kőbánya-Kispest, MÁV-állomás – Ferihegy 2 Airport)  | 93 (Kőbánya-Kispest, MÁV-állomás – Ferihegy 2 Airport)  | 93 (Kőbánya-Kispest, MÁV-állomás – Ferihegy 2 Airport)  | 93 (Kőbánya-Kispest, MÁV-állomás – Ferihegy 2 Airport)                       | 93 (Kőbánya-Kispest, MÁV-állomás – Ferihegy 2 Airport)  |
| Perc (↓)                                                | Perc (↓)                                                | Megállóhely                                                             | Perc (↑)                                                | Perc (↑)                                                | Átszállási kapcsolatok                                  | Átszállási kapcsolatok                                                       |                                                         |
| Perc (↓)                                                | Perc (↓)                                                | Megállóhely                                                             | Perc (↑)                                                | Perc (↑)                                                | a járat indulásakor                                     | a járat megszűnésekor                                                        |                                                         |
| ------------------------------------------------------- | ------------------------------------------------------- | ----------------------------------------------------------------------- | ------------------------------------------------------- | ------------------------------------------------------- | ------------------------------------------------------- | ---------------------------------------------------------------------------- | ------------------------------------------------------- |
| 0                                                       | 0                                                       | Kőbánya-Kispest, MÁV-állomás végállomás (1980–2000)                     | 11                                                      | 20                                                      | 35, 48, 51, 68, 85, 98, 135, 136 Kőbánya-Kispest        | 48, 51, 68, 82, 82A, 85, 85, 93, 98, 98, 136, 193, Keresztúr Kőbánya-Kispest |                                                         |
| 3                                                       | 3                                                       | Gépjármű Javító Főműhely (korábban: Sallai Főműhely) (ma: Hangár utca)  | ∫                                                       | ∫                                                       | 17, 17, 98                                              | 17, 17, 98, 98                                                               |                                                         |
| 4                                                       | 4                                                       | Felsőcsatári út                                                         | 7                                                       | 16                                                      | 17, 17, 36, 95, 95, 98, 135, 136                        | 17, 17, 19, 36, 95, 98, 98                                                   |                                                         |
| 7                                                       | 7                                                       | Csévéző utca (korábban: Steinmetz kapitány út)                          | 4                                                       | 13                                                      | 17, 17, 80, 93, 98, 98                                  | 17, 17, 80, 93, 98, 98                                                       |                                                         |
| 9                                                       | 9                                                       | Május 1. tér (↓) Igló utca (↑) (ma: Szemeretelep vasútállomás)          | 1                                                       | 10                                                      | 93, 183 Szemeretelep                                    | 93, 183 Szemeretelep                                                         |                                                         |
| 11                                                      | ∫                                                       | Ferihegyi repülőtér végállomás (1980–1984) (később: Ferihegy 1 Airport) | 0                                                       | ∫                                                       | 93                                                      | Nem érintette                                                                |                                                         |
| ∫                                                       | 11                                                      | Repülőtér, C porta (ma: Ferihegy vasútállomás)                          | ∫                                                       | 8                                                       | Nem érintette                                           | 93, 193                                                                      |                                                         |
| ∫                                                       | 12                                                      | Repülőtér, D porta                                                      | ∫                                                       | 6                                                       | Nem érintette                                           |                                                                              |                                                         |
| ∫                                                       | 13                                                      | Ferihegy, Kocsedo (ma: Repülőtéri Rendőri Igazgatóság)                  | ∫                                                       | 5                                                       | Nem érintette                                           |                                                                              |                                                         |
| ∫                                                       | 15                                                      | Repülőtéri bekötőút (↓) Üllői út (↑) (ma: Vecsés-nyugat)                | ∫                                                       | 3                                                       | Nem érintette                                           |                                                                              |                                                         |
| ∫                                                       | 18                                                      | Repülőtér, E porta (ma: Repülőtér, P+R)                                 | ∫                                                       | ∫                                                       | Nem érintette                                           |                                                                              |                                                         |
| ∫                                                       | 20                                                      | Ferihegy 2 Airport végállomás (1985–2000) (ma: Liszt Ferenc Airport 2)  | ∫                                                       | 0                                                       | Nem érintette                                           |                                                                              |                                                         |